# Academy of Vocal Arts
L'Academy of Vocal Arts (AVA) è una scuola dedicata a garantire un'istruzione superiore agli aspiranti cantanti d'opera. È l'unica istituzione al mondo senza tasse scolastiche, dedicata esclusivamente alla formazione ed allo spettacolo operistico.

## Storia
La scuola fu fondata nel 1934 da Helen Corning Warden e si trova al 1920 di Spruce Street a Filadelfia, in Pennsylvania. Tra gli ex alunni degni di nota figurano Lando Bartolini, Harry Dworchak e Ruth Ann Swenson. L'istituzione mantiene una Hall of Fame per i grandi cantanti lirici americani che The Opera Quarterly ha descritto come equivalente al titolo di kammersänger in Europa. Alcuni degli artisti nella Hall of Fame dell'AVA comprendono John Alexander, Rose Bampton, Lili Chookasian, Phyllis Curtin, Frank Guarrera, John Macurdy, Rosa Ponselle, Eleanor Steber, Jess Thomas, Jon Vickers e Beverly Wolff.